# Grasleitenhütte
De Grasleitenhütte (Italiaans: Rifugio Bergamo al Principe) is een berghut in de Italiaanse provincie Bozen-Zuid-Tirol. De berghut, gelegen op een hoogte van 2134 meter in het Grasleitental in de Rosengarten, een subgroep van de Dolomieten, behoort toe aan de sectie Bergamo van de Club Alpino Italiano (CAI).
De berghut werd in 1887 gebouwd door de sectie Leipzig van de toenmalige Deutscher und Österreichischer Alpenverein (DÖAV). Later nam de CAI-sectie Bergamo de hut over en renoveerde deze. De hut wordt meestal beklommen vanuit Tiers. De Schutzhaus Tierser Alpl is vanaf de Grasleitenhütte in vijf kwartier te bereiken. Een verdere klim naar de Grasleitenpasshütte (Rifugio Passo Principe) neemt ongeveer veertig minuten in beslag.